# Jesper Taaje
Jesper Taaje (Norvégia, 1997. október 25. –) norvég labdarúgó, a Sandefjord hátvédje.

## Pályafutása
Taaje Norvégiában született.
2012-ben mutatkozott be a Hallingdal felnőtt keretében. 2016-ban a harmadosztályban szereplő Kjelsås szerződtette. 2020-ban a másodosztályú HamKam-hoz, majd 2021-ben a KFUM Oslóhoz igazolt. 2022. január 24-én szerződést kötött az első osztályban érdekelt Sandefjord együttesével. Először a 2022. április 3-ai, Haugesund ellen 3–1-re megnyert mérkőzésen lépett pályára. Első gólját 2022. május 21-én, a Lillestrøm ellen hazai pályán 4–1-es vereséggel zárult találkozón szerezte meg.

## Statisztikák
2023. augusztus 6. szerint
| Klub       | Szezon   | Osztály     | Bajnokság | Bajnokság | Kupa  | Kupa | Nemzetközi | Nemzetközi | Összesen | Összesen |
| Klub       | Szezon   | Osztály     | Meccs     | Gól       | Meccs | Gól  | Meccs      | Gól        | Meccs    | Gól      |
| ---------- | -------- | ----------- | --------- | --------- | ----- | ---- | ---------- | ---------- | -------- | -------- |
| HamKam     | 2020     | OBOS-ligaen | 12        | 2         | 0     | 0    | —          | —          | 12       | 2        |
| KFUM Oslo  | 2021     | OBOS-ligaen | 32        | 8         | 1     | 0    | —          | —          | 33       | 8        |
| Sandefjord | 2022     | Eliteserien | 29        | 2         | 1     | 0    | —          | —          | 30       | 2        |
| Sandefjord | 2023     | Eliteserien | 16        | 4         | 2     | 0    | —          | —          | 18       | 4        |
| Sandefjord | Összesen | Összesen    | 45        | 6         | 3     | 0    | 0          | 0          | 48       | 6        |
| Összesen   | Összesen | Összesen    | 89        | 16        | 4     | 0    | 0          | 0          | 93       | 16       |